# Сухі Яли (річка)
Сухі Яли — річка в Україні, ліва притока Вовчої, впадає на схід від села Костянтинопіль. Басейн Дніпра. Довжина 49 км. Площа водозбірного басейну 697 км². Похил 1,1 м/км. Долина трапецієподібна, розвинута, 2 км. Заплава двобічна, шириною до 300 м. Річище з окремих плес, частково розчищене, шириною до 20 м, глибиною до 2 м. Використовується на зрошування, розведення водоплаваючої птиці.
Бере початок біля с. Сигнальне. Тече територією Мар'їнського та Великоновосілківського районів Донецької області.

## Етимологія
Над річками Мокрі Яли та Сухі Яли наприкінці XVIII сторіччя заснували свої поселення уруми (так звані "греко-татари"), переселенці з Криму. Тому й назви цих річок виводять від урумського "яли" - берег.

## Притоки
Праві:
- балка Красна
- Балка Суха (селище Дальнє)

Ліві:
- Балка Куряча
- Балка Солоненька
- Балка Велико-Тарама
  - Тарама (село Степне)
    - балка Тарамчук (село Тарамчук)
- Ікряна (село Богоявленка)
  - балка Вовча (село Водяне)
  - балка Солона
  - балка Широка

## Населені пункти
Над річкою розташовані такі села, селища від витоків до гирла: Новомихайлівка, Парасковіївка, Костянтинівка, Антонівка, Катеринівка, Іллінка, Єлизаветівка, Романівка, Ганнівка, Веселий Гай, Успенівка, Островського, Янтарне, Сухі Яли, Зеленівка, Улакли та Костянтинопіль.